# Dobrąg (Barczewo)
Dobrąg (deutsch Debrong) ist ein Ort in der polnischen Woiwodschaft Ermland-Masuren. Er gehört zur Gmina Barczewo (Stadt-und-Land-Gemeinde Wartenburg i. Ostpr.) im Powiat Olsztyński (Kreis Allenstein).

## Geographische Lage
Dobrąg liegt südöstlich des Debrongsees (polnisch Jezioro Dobrąg) im Westen der Woiwodschaft Ermland-Masuren, 21 Kilometer nordöstlich der Kreis- und Woiwodschaftshauptstadt Olsztyn (deutsch Allenstein).

## Geschichte
1364 ist das Gründungsjahr des seinerzeit Dobryn genannten Ortes. Die Volkszählung am 3. Dezember 1861 erbrachte für den Ort 14 Wohngebäude bei 113 Einwohnern.
Im Jahre 1874 wurde Debrong in den neu errichteten Amtsbezirk Ramsau (polnisch Ramsowo) im ostpreußischen Kreis Allenstein eingegliedert.
109 Einwohner waren im Jahre 1910 in Debrong gemeldet. Ihre Zahl belief sich im Jahre 1933 auf 102 und im Jahre 1939 auf 85.
Als 1945 in Kriegsfolge das gesamte südliche Ostpreußen an Polen abgetreten wurde, erhielt Debrong die polnische Namensform „Dobrąg“. Heute ist der Ort ein Teil der Stadt-und-Land-Gemeinde Barczewo (Wartenburg i. Ostpr.) im Powiat Olsztyński (Kreis Allenstein), von 1975 bis 1998 der Woiwodschaft Olsztyn, seither der Woiwodschaft Ermland-Masuren zugehörig.

## Kirche
Bis 1945 war Debrong in die evangelische Kirche Wartenburg (Ostpreußen) (polnisch Barczewo) in der Kirchenprovinz Ostpreußen der Kirche der Altpreußischen Union, außerdem in die römisch-katholische Kirche Groß Ramsau (polnisch Ramsowo) eingepfarrt.
Heute gehört Dobrąg katholischerseits weiterhin zu Ramsowo, das jetzt im Erzbistum Ermland liegt. Evangelischerseits sind die Einwohner Dobrągs nach Biskupiec (Bischofsburg) in der Diözese Masuren der Evangelisch-Augsburgischen Kirche in Polen eingegliedert.

## Verkehr
Dobrąg liegt zwischen den Städten Barczewo (Wartenburg i. Ostpr.) und Biskupiec (Bischofsburg) an der – derzeit im Ausbau zur Schnellstraße 16 begriffenen – verkehrsreichen polnischen Landesstraße 16 (einstige deutsche Reichsstraße 127). Eine Anbindung an den Bahnverkehr besteht nicht.